# Румунська хокейна ліга 2016—2017
Румунська хокейна ліга 2016—2017 — 87-й розіграш чемпіонату Румунської хокейної ліги. Регулярний чемпіонат стартував 14 вересня 2016 року, фінішував 24 березня 2017. У сезоні 2016—17 брали участь шість клубів.

## Регулярний сезон
| М  | Команда                          | І  | В  | ВО | ПО | П  | Ш       | О  |
| -- | -------------------------------- | -- | -- | -- | -- | -- | ------- | -- |
| 1. | АСК «Корона» (Брашов)            | 30 | 23 | 2  | 0  | 5  | 239:94  | 73 |
| 2. | СК «Меркуря-Чук»                 | 30 | 20 | 1  | 1  | 8  | 203:66  | 63 |
| 3. | СК «Прогрим Георгень» (Георгень) | 30 | 17 | 1  | 2  | 10 | 244:109 | 55 |
| 4. | «Дунеря» (Галац)                 | 30 | 16 | 1  | 0  | 13 | 201:138 | 50 |
| 5. | «Стяуа» (Бухарест)               | 30 | 9  | 0  | 2  | 19 | 150:169 | 29 |
| 6. | «Спортул» (Бухарест)             | 30 | 0  | 0  | 0  | 30 | 44:505  | 0  |

Джерело: eurohockey

Скорочення: М = підсумкове місце, І = ігри, В = перемоги, ВО = перемога в овертаймі або по булітах, ПО = поразки в овертаймі або по булітах, П = поразки, Ш = закинуті та пропущені шайби, О = набрані очки

## Серія за 5-е місце
- «Стяуа» (Бухарест) — «Спортул» (Бухарест) — 2:0 (13:0, 25:4)

## Плей-оф

### Півфінали
|                       |   |                                  | Серія | 1                   | 2                   | 3                           | 4                   | 5                   |
| --------------------- | - | -------------------------------- | ----- | ------------------- | ------------------- | --------------------------- | ------------------- | ------------------- |
| АСК «Корона» (Брашов) | – | «Дунеря» (Галац)                 | 3:0   | 4:3 (2:1, 0:1, 2:1) | 6:1 (2:1, 1:0, 3:0) | 2:1 (1:0, 0:0, 1:1)         |                     |                     |
| СК «Меркуря-Чук»      | – | СК «Прогрим Георгень» (Георгень) | 3:2   | 6:2 (1:1, 4:1, 1:0) | 4:1 (0:0, 0:1, 4:0) | 3:4 ОТ (2:2, 1:1, 0:0, 0:1) | 5:7 (0:1, 3:1, 2:5) | 3:1 (1:0, 2:0, 0:1) |

### Серія за 3-є місце
«Дунеря» (Галац) — СК «Прогрим Георгень» (Георгень) 3:0 (7:5, 10:4, 8:3)

### Фінал
|                       |   |                  | Серія | 1                   | 2                   | 3                   | 4                   | 5                   |
| --------------------- | - | ---------------- | ----- | ------------------- | ------------------- | ------------------- | ------------------- | ------------------- |
| АСК «Корона» (Брашов) | – | СК «Меркуря-Чук» | 3:2   | 1:3 (0:1, 0:2, 1:0) | 5:2 (1:1, 3:0, 1:1) | 2:4 (1:1, 1:3, 0:0) | 4:1 (2:1, 1:0, 1:0) | 5:4 (2:2, 2:1, 1:1) |